# Kondrić
Kondrić is een plaats in de gemeente Trnava in de Kroatische provincie Osijek-Baranja. De plaats telt 274 inwoners (2001).